# Авала
Вижте пояснителната страница за други значения на Авала.
Авала (на сръбски: Авала или Avala) е ниска планина в Централна Сърбия, намираща се на 16 – 17 км южно от Белград. Името идва от арабското хавала, което означава подслон.
Авала представлява най-северно разположеното Шумадийско възвишение. Това е варовиков хълм с най-висока точка от 511 м надморска височина. Богат е на оловни руди, които се използват още от древността до началото на 1960 г. Днес е защитена зона с богати и разнообразни флора и фауна.
Върху хълма е издигната телевизионната кула на Радио-телевизия Сърбия с височината 204,5 м. Кулата е разрушена по време на бомбардировките на НАТО над Сърбия, но след края на войната е възстановена.